# Mesquita de Zeyrek

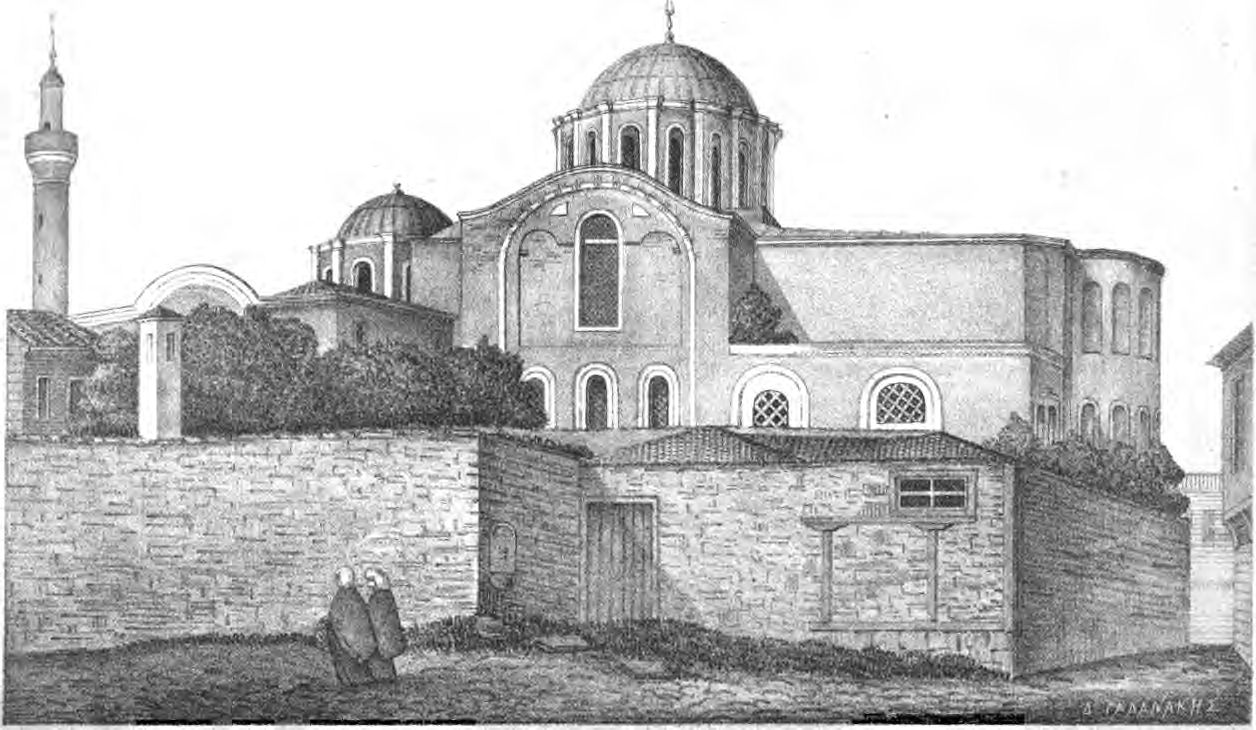
Gravura de 1877 da mesquita

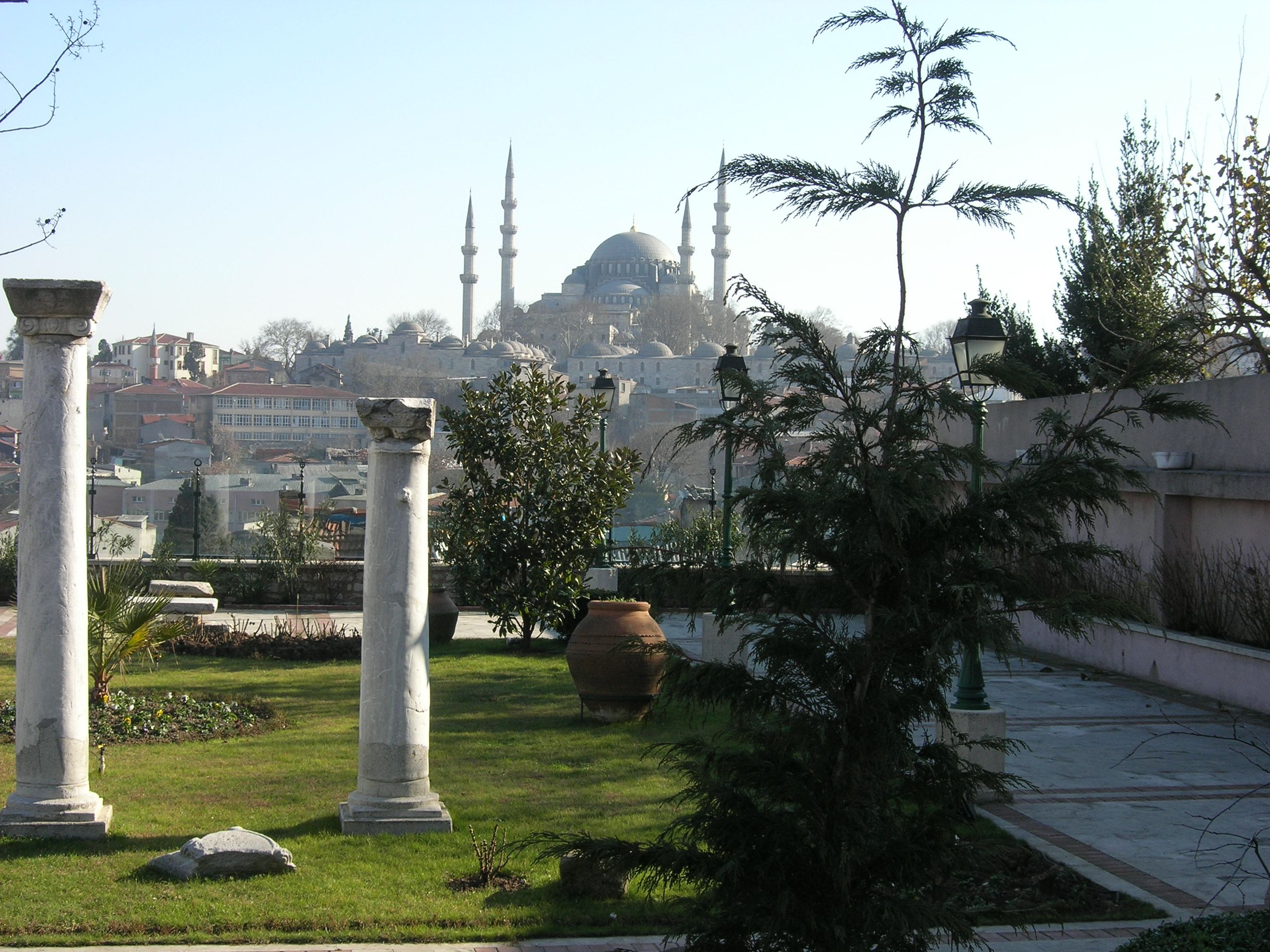
Vista sobre o jardim da Zeyrek Hane, um konak adjacente à mesquita

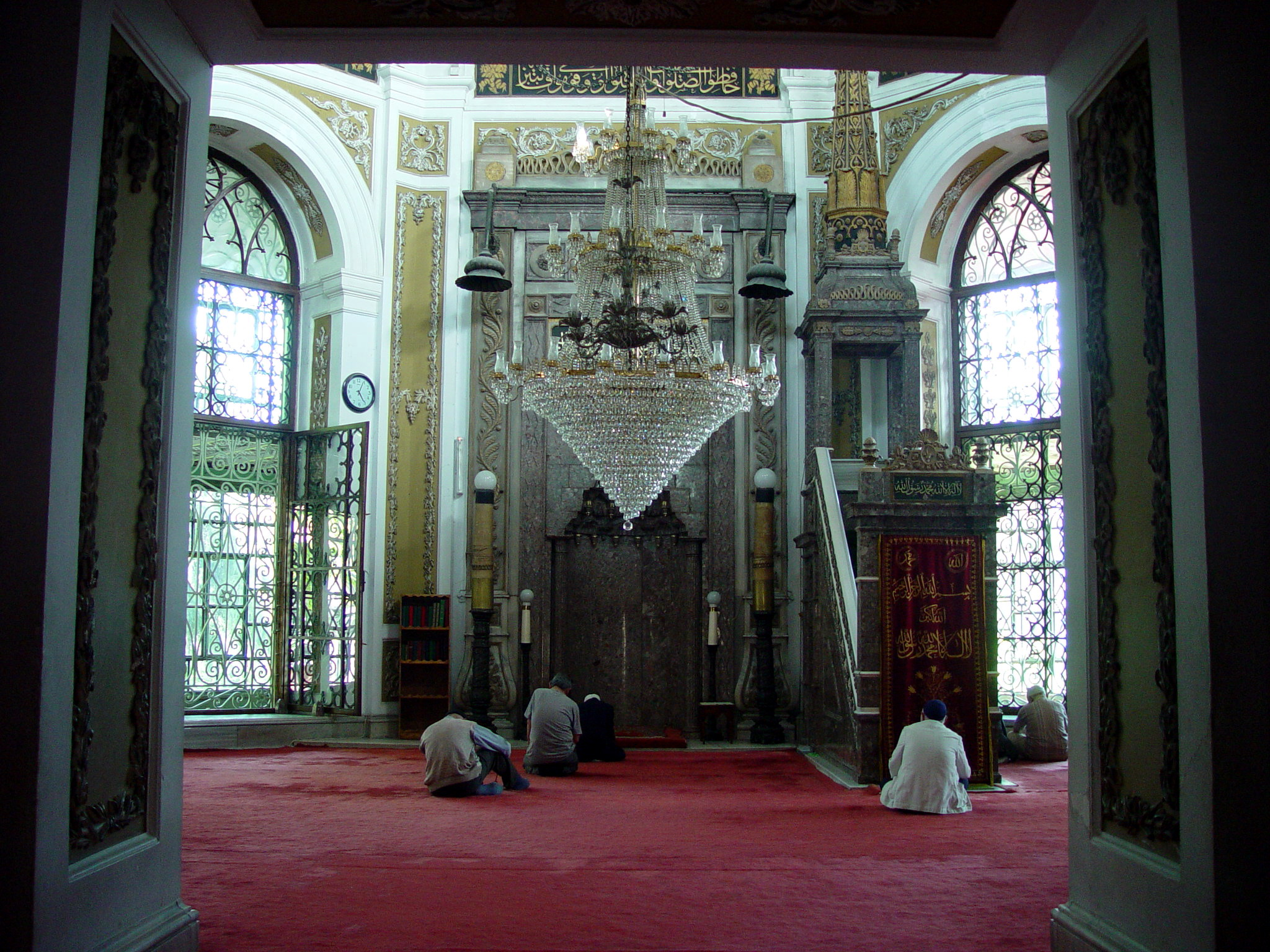
Interior da mesquita

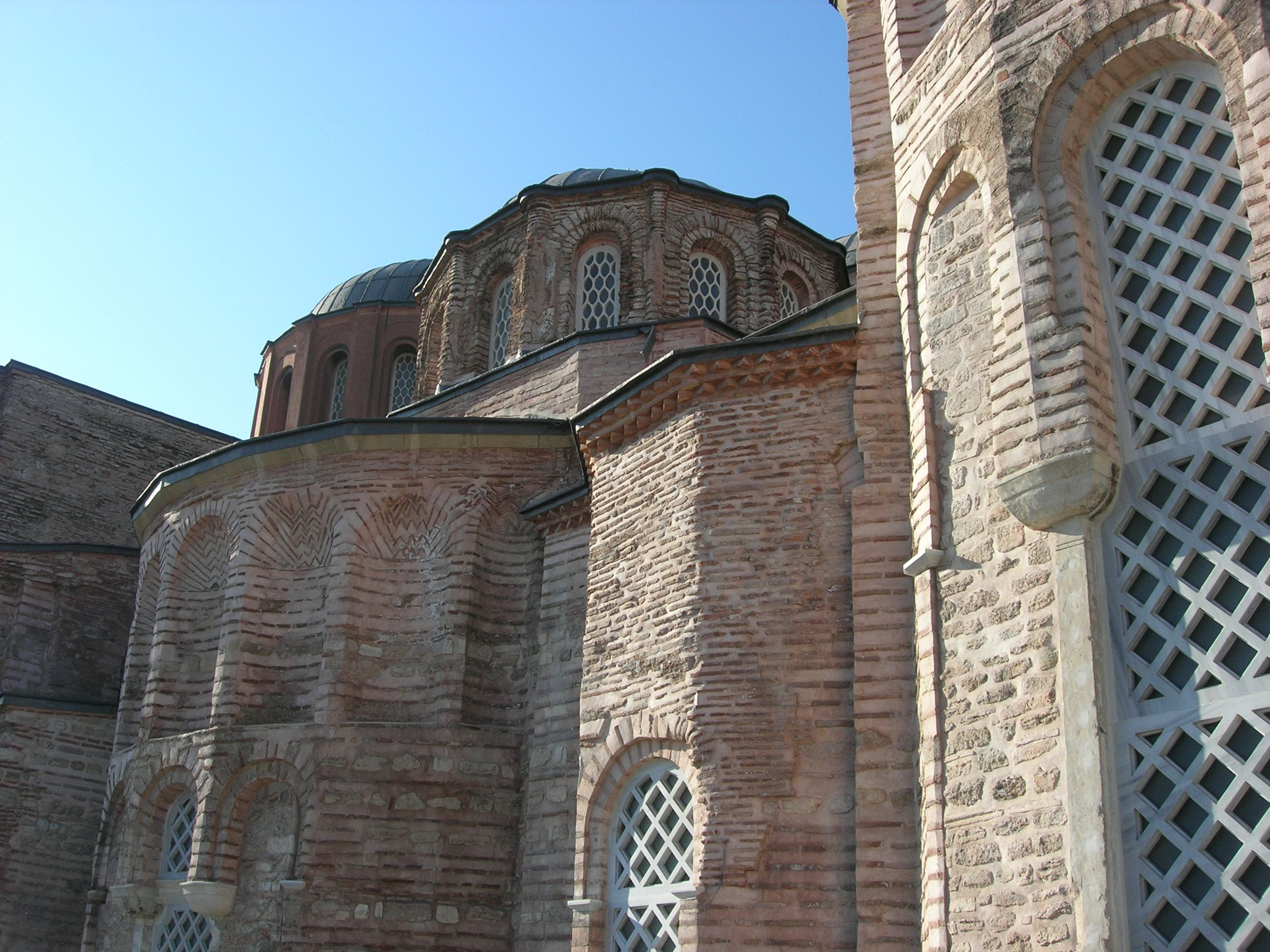
Aspeto das paredes construídas com a técnica de, típica do período médio da arquitetura bizantina

A Mesquita de Zeyrek (em turco:  Molla Zeyrek Camii), originalmente Igreja ou Mosteiro de Cristo Pantocrator, é uma mesquita em Istambul, Turquia, que nos tempos bizantinos foi um complexo religioso cristão. O conjunto constitui o exemplo mais característico do período médio da arquitetura bizantina e, a seguir à basílica de Santa Sofia, é o maior edifício religioso ainda existente em Istambul. Situa-se no bairro de Zeyrek, distrito de Fatih.

## História
Em 1118 a imperatriz bizantina Irene Comnena, também conhecida como Santa Irene e Piroska da Hungria, ordenou a construção de um mosteiro dedicado a Cristo Pantocrator (Todo-Poderoso). O mosteiro ficou concluído em 1124 e consistia numa igreja principal, também dedicada a Cristo Pantocrator, uma biblioteca e um hospital.
Após a morte de Irene em 1124, o seu marido João II Comneno construiu outra igreja a norte da primeira, dedicada a Teótoco Eleusa (Mãe de Deus Misericordiosa). Para ligar as duas igrejas foi construída uma capela dedicada a São Miguel, a qual ficou terminada, o mais tardar em 1136. Além de vários dignitários bizantinos, foram sepultados no mosteiro a imperatriz Irene, o seu marido João II, a imperatriz Berta de Sulzbach,  também conhecida como Irene, esposa de Manuel I Comneno, e o imperador João V Paleólogo.
Durante o Império Latino (o período que se seguiu à conquista ocidental de Constantinopla em 1204 durante Quarta Cruzada), o complexo foi a sede do clero veneziano. Durante este período o famoso ícone Hodegetria, segundo a lenda pintado por São Lucas, esteve guardado no mosteiro, o qual também foi usado como palácio imperial pelo último imperador latino, Balduíno II de Constantinopla. Depois da reconquista bizantina da cidade pelos paleólogos o mosteiro voltou a ser ocupado por monges ortodoxos. O mais famoso membro do convento dessa época foi Gennadius Scholarius (em grego: Γεώργιος Κουρτέσιος Σχολάριος, transl.: Georgios Kourtesios Scholarios), o primeiro patriarca de Constantinopla após a conquista turca, Genádio II.
Pouco depois da Queda de Constantinopla (conquista otomana), as igrejas  foram convertidas numa mesquita e o mosteiro foi transformado numa madraça (escola islâmica) que depois foi encerrada. O nome turco, Molla Zeyrek, provem de um professor que aí ensinou. Devido à sua importância na história bizantina, o local foi dos poucos edifícios bizantinos cuja denominação original nunca foi esquecida. Entre outros, a igreja do Pantocrator é relembrada por Pierre Gilles, um académico francês do início do século XVI também conhecido pelo seu nome latino, Petrus Gyllius, na sua obra clássica sobre Constantinopla. As salas do mosteiro ocupadas pelo madraçal desapareceram depois.
Até há poucos anos, o lugar estava praticamente em ruínas, o que levou à sua inclusão na lista de monumentos em perigo da UNESCO. Foram iniciadas obras de restauro há alguns anos, as quais ainda não foram concluídas (2009).
A oriente da mesquita encontra-se a Zeyrek Hane, um konak (palacete burguês ou residência oficial de dignitário otomano) que também foi restaurado e onde atualmente funciona um  restaurante e uma casa de chá com uma esplanada no jardim.

## Descrição
Os edifícios foram parcialmente construídos em alvenaria usando a técnica de "tijolos com reentrâncias", típica do período médio da arquitetura bizantina, que consistia na mistura de tijolos com uma grande quantidade de argamassa, de tal forma que a largura das camadas de argamassa é cerca do triplo da largura das camadas de tijolo.
As igrejas a sul e a norte têm abóbadas em cruzaria e absides poligonais com sete lados, em vez dos típicos cinco da arquitetura bizantina do século anterior (X). As absides têm também janelas lancetas flanqueadas por nichos.
A igreja a sul é a maior. A oriente tem um exo-nártex que posteriormente foi estendido até à capela imperial. É coberta por duas cúpulas, uma sobre a nau e outra sobre o matroneu (galeria separada para as mulheres) do nártex. A decoração da igreja, originalmente muito rica, desapareceu quase completamente, apenas restando alguns fragmentos de mármore do presbitério do altar-mor e, sobretudo, um belo pavimento em opus sectile feito com mármores coloridos trabalhados usando a técnica de cloisonné, no qual são representadas figuras humanas e de animais. Fragmentos de vidro colorido encontrados no local sugerem que as janelas teriam tido vitrais com figuras de santos.
A capela imperial é coberta por abóbadas de berço e por duas cúpulas.
A igreja a norte tem apenas uma cúpula e é notável principalmente pelo seu friso esculpido com motivos de "dentes de cão"  e triângulos ao longo das linhas dos beirais.